# Behind Blue Eyes/My Wife
Behind Blue Eyes/My Wife è un singolo del gruppo musicale britannico The Who, pubblicato negli USA nel 1971 ed estratto dall'album Who's Next.

## Tracce
- Behind Blue Eyes
- My Wife

## Brani

### Behind Blue Eyes
Il brano inizia con il solo cantato di Roger Daltrey su un arpeggio di chitarra acustica di Pete Townshend, al quale si aggiungono via via il basso e le varie armonizzazioni, facendo d'improvviso irrompere una grintosissima sezione rockeggiante, la quale introduce un secondo tema.
La stesura musicale in sezioni marcatamente contrapposte era un segno di riconoscimento nello stile compositivo di Pete Townshend al periodo, ad esempio in Tommy, con pezzi come Christmas e Go to the Mirror! Il riff di chitarra alla fine della sezione rockeggiante di Behind Blue Eyes compare anche nel brano Won't Get Fooled Again, probabile sorta di trait d'union tra le due canzoni, dal momento che Who's Next fu inizialmente inteso come una rock opera, nella stessa maniera del precedente Tommy e del successivo Quadrophenia.
Behind Blue Eyes come appare nel vinile originale del 1971 è la seconda versione incisa dalla band. La prima fu in seguito pubblicata come bonus track nell'edizione rimasterizzata, con Al Kooper all'organo hammond. Townshend ne registrò anche due versioni soliste, di cui una - il demo originale del brano - trovò posto nel suo album Scoop. Lo stesso brano, assieme ad una nuova versione inclusiva di un'orchestra, figurano nel cofanetto The Lifehouse Chronicles.

#### Cover
- La versione dei Limp Bizkit fu il singolo di lancio dell'album Results May Vary, insieme a Eat You Alive.
- Behind Blue Eyes è stata reinterpretata, tra gli altri, da Bryan Adams, Sheryl Crow, Jon English, Suzanne Vega, Paula Fernandes, Lights, Silvertide e dai Chieftains.
- Il musicista Country & Western Unknown Hinson ha reinterpretato il brano con il titolo Behind Black Eyes, cambiando leggermente il testo per adattarsi al tema e al titolo.
- Nel brano Bad Man il rapper Noreaga - con la partecipazione di Beanie Sigel - è presente un campionamento dal coro del brano
- Dilana ha eseguito la sua cover di Behind Blue Eyes in Rockstar: Supernova.
- Il gruppo Oi!-Punk Skrewdriver ha registrato una versione "alterata" di Behind Blue Eyes nel 1988.
- Per il finale della seconda stagione di Legion, il musicista Jeff Russo ha realizzato una cover del brano in cui  gli attori Dan Stevens (Legione) e Navid Negahban (Re delle Ombre) si alternano nel cantato.[2]
- Nel 2021, il brano è stato reinterpretato dalla band tedesca Tokio Hotel, in collaborazione con i Vize.[3]